# Amata xanthograpta
Amata xanthograpta är en fjärilsart som beskrevs av George Francis Hampson. Amata xanthograpta ingår i släktet Amata och familjen björnspinnare. Inga underarter finns listade i Catalogue of Life.